# Lucid Dreaming
Lucid Dreaming is een Nederlandse korte dansfilm uit 2023, geregisseerd door regisseur-choreograaf Emma Evelein. De film won het Gouden Kalf voor "Beste Korte Film" in 2023.

## Verhaal
Lucid Dreaming vertelt het verhaal van een meisje dat zich verliest in de wereld van een onbekende man, die tegenover haar in de trein zit. Terwijl ze dieper geraakt in zijn belevingswereld, worden de trein en haar passagiers onderdeel van de ervaring. Op een reis waarin empathie en inlevingsvermogen krachtig en kwetsbaar tegelijkertijd zijn, komen deze twee passagiers nader tot elkaar zonder te spreken.

## Release
De film ging in première op 23 september 2023 op het Nederlands Film Festival.

## Prijzen en nominaties
| Jaar | Prijs                    | Categorie        | Genomineerde(n) | Uitslag     |
| ---- | ------------------------ | ---------------- | --------------- | ----------- |
| 2023 | Gouden Kalf              | Beste korte film | Emma Evelein    | Gewonnen    |
| 2023 | Nederlands Film Festival | Debuutcompetitie | Emma Evelein    | Genomineerd |
| 2024 | Cinedans                 | Audience Award   | Emma Evelein    | Gewonnen    |